# Bestick
Als Bestick wird die Festsetzung der erforderlichen Abmessungen eines Deiches durch die zuständigen Deichbehörden und Deichverbände verstanden.

## Bedeutung
Beim Bau eines Deiches werden die Maße für den Deichkörper, also seine Basis, Höhe, Kappenbreite, Bermen, Binnen- und Außenrhynschlöte (Gräben entlang dem Deich) je nach Lage und den Wasser- und Windverhältnissen festgelegt. Die Deichhöhe wird nach dem höchsten zu erwartenden Hochwasserstand zuzüglich einer Sicherheitsreserve bestimmt. Verliert der Deich die einmal festgelegte Deichhöhe, so spricht man von Unterbestick. In diesem Fall muss die betreffende Deichstrecke wieder auf die entsprechende Höhe gebracht werden.
Die Unterhaltungszustände der Deiche werden regelmäßig durch jährlich wiederkehrende Deichschauen festgestellt und dokumentiert.

## Namensherkunft
Der Bestick hat seine Herkunft von der Tätigkeit besticken, welches eine alte Kantensicherungsmethode ist und das Befestigen von Stroh oder Reet als Uferschutz meint. Zum Besticken kam eine Deichnadel zum Einsatz.